# Kugel (Gericht)

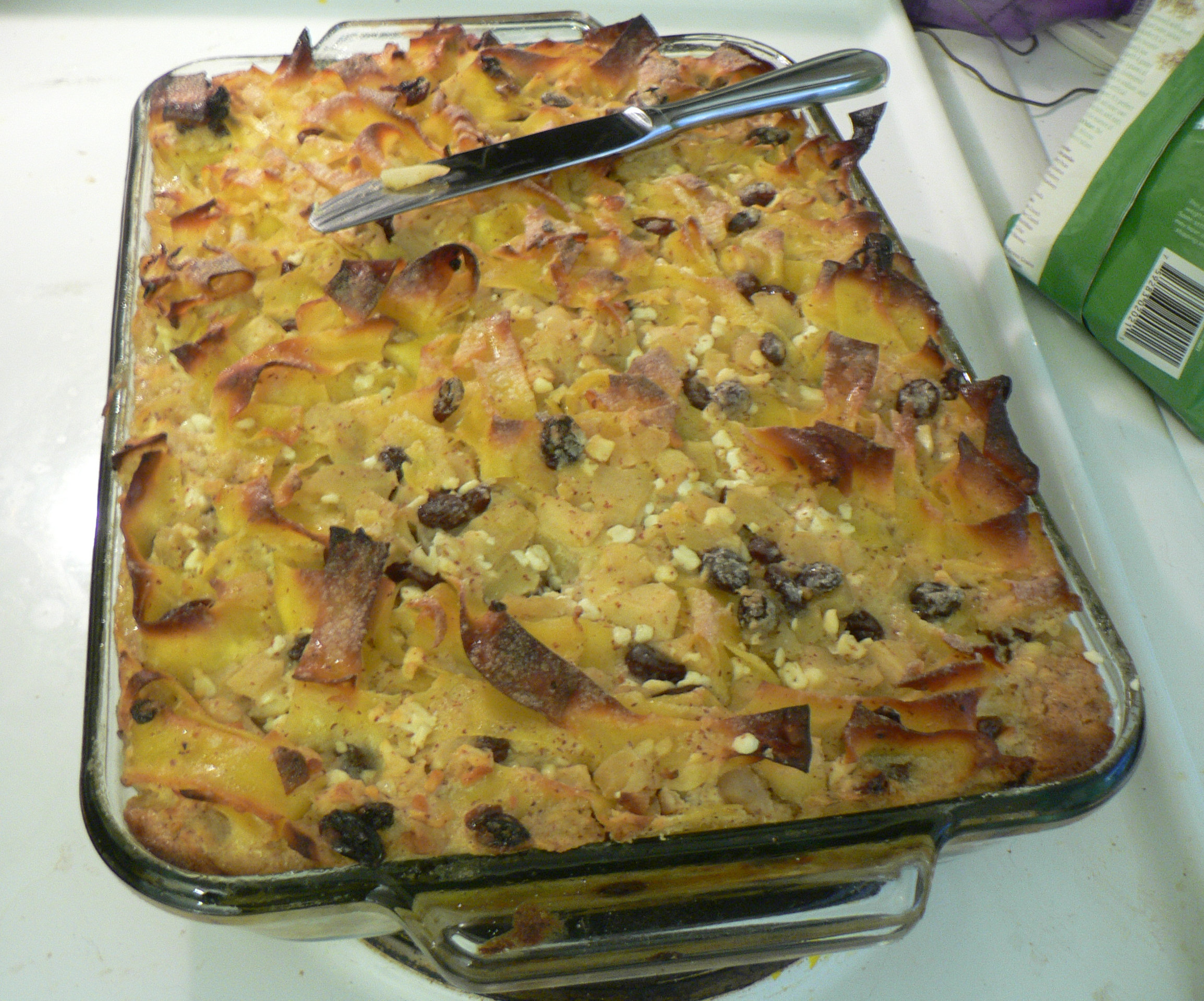
Kugel, hier als Auflauf aus Eiernudeln

Der Kugel (auch Kugl und Kigel, jiddisch קוגל, kugl) ist ein traditionelles Gericht der aschkenasisch-jüdischen Küche, das von der Zubereitung einem Auflauf ähneln kann. Es gibt davon süße und herzhafte Varianten. Kugel kann ein Beilagengericht sein oder eine Nachspeise, er kann warm oder kalt gegessen werden. Der Name stammt aus dem Deutschen und soll sich auf die früher verbreitete runde Kloßform beziehen. Eine andere Deutung ist die, dass das Wort vom süddeutschen Kuchl oder Küchel abgeleitet ist.
Die bekannteste Form ist der Lokschenkugel, ein Auflauf mit Nudeln (jiddisch: Lokschen). Herzhaft zubereitet wird er mit Quark oder Schmand sowie Muskatnuss, bei der süßen Version fehlt Muskat und es werden stattdessen Zucker, Rosinen und Orangen- oder Zitronenschale hinzugefügt.
Ebenfalls sehr bekannt ist der Kartoffelkugel, eine Art Kartoffelauflauf.
Als Kugelis gilt es als eines der wichtigsten Rezepte der litauischen Küche.
Der aus einer jüdischen Familie stammende Dichter Heinrich Heine hat dieses Gericht sehr geschätzt und es einmal in einem Brief als „heiliges Nationalgericht“ der Juden bezeichnet.
Kugel wird traditionell am Schabbat – am Freitagabend oder Samstagmittag – serviert.
In Deutschland und im Elsass sowie Teilen der Schweiz hat das Gericht Schalet sehr große Ähnlichkeit mit Kugel. In Süddeutschland bestand der einzige Unterschied praktisch darin, dass Kugel herzhaft zubereitet wurde, während Schalet süß war. Das deutsche Kartoffelgericht, das im Rheinland Schales genannt wird, soll ein Ursprung von Kartoffelkugel sein. In Polen wurde Kugel bereits im Mittelalter in Kasserollen oder tiefen Pfannen zubereitet. Es gibt auch eine Version von Kugel, die einem Brotpudding ähnelt.